# Thiaville-sur-Meurthe
Thiaville-sur-Meurthe är en kommun i departementet Meurthe-et-Moselle i regionen Grand Est (tidigare regionen Lorraine) i nordöstra Frankrike. Kommunen ligger i kantonen Baccarat som tillhör arrondissementet Lunéville. År 2022 hade Thiaville-sur-Meurthe 595 invånare.

## Befolkningsutveckling
Antalet invånare i kommunen Thiaville-sur-Meurthe
| Referens: INSEE |